# Martín Carrera
Martín Carrera Sabat född 20 december 1806 i Puebla, död 22 april 1871 i Mexico City var mexikansk militär och landets president 29 dagar 1855.
Carrera blev inskriven i spanska hären som 9-åring och gjorde en lång karriär i spanska och mexikanska armen fram till general.